# Golfo di Tehuantepec
Il golfo di Tehuantepec (in lingua spagnola Golfo de Tehuantepec) è una ampia insenatura dell'oceano Pacifico in corrispondenza della costa sud-occidentale del Messico. È il limite marino meridionale dell'istmo di Tehuantepec.

## Geografia
Il golfo si estende per circa 500 km e ha un'ampiezza di circa 160 km. Le sue acque sono poco profonde.
Sul golfo si affacciano gli Stati messicani di Oaxaca e Chiapas. Il golfo comunica con un ampio sistema lagunare costiero che assume la denominazione di Laguna Superior e Laguna Inferior. A sud-est di queste si estende la laguna di Mar Muertos. Tra i vari fiumi che sfociano nel golfo il principale è il Tehuantepec. I fiumi minori Perros, Espíritu Santo e Ostuta sfociano nel sistema lagunare costiero.
Il maggiore porto che si affaccia sul golfo è quello di Salina Cruz che fu costruito nel 1907. La città è inoltre il terminal sul Pacifico della ferrovia Ferrocarril Transistmico che congiunge la baia di Campeche al golfo.